# Liste der Biografien/Mullen
Liste der Biografien |
Portal Biografien |
Personensuche
# |
A |
B |
C |
D |
E |
F |
G |
H |
I |
J |
K |
L |
M |
N |
O |
P |
Q |
R |
S |
T |
U |
V |
W |
X |
Y |
Z |
?
 
Ma |
Mb |
Mc |
Md |
Me |
Mf |
Mg |
Mh |
Mi |
Mj |
Mk |
Ml |
Mm |
Mn |
Mo |
Mp |
Mq |
Mr |
Ms |
Mt |
Mu |
Mv |
Mw |
Mx |
My |
Mz
 
Mua |
Mub |
Muc |
Mud |
Mue |
Muf |
Mug |
Muh |
Mui |
Muj |
Muk |
Mul |
Mum |
Mun |
Muo |
Mup |
Muq |
Mur |
Mus |
Mut |
Muu |
Muv |
Muw |
Mux |
Muy |
Muz
 
Mula |
Mulb |
Mulc |
Muld |
Mule |
Mulf |
Mulg |
Mulh |
Muli |
Mulj |
Mulk |
Mull |
Mulm |
Muln |
Mulo |
Mulr |
Muls |
Mult |
Mulu |
Mulv |
Mulw |
Muly |
Mulz
 
Mulla |
Mulle |
Mullg |
Mullh |
Mulli |
Mulln |
Mullo |
Mullr |
Mully
 
Mulled |
Mullej |
Mullem |
Mullen |
Muller |
Mulles |
Mulley
Die Liste der Biografien führt alle Personen auf, die in der deutschsprachigen Wikipedia einen Artikel haben. Dieses ist eine Teilliste mit 60 Einträgen von Personen, deren Namen mit den Buchstaben „Mullen“ beginnt.

## Mullen
- Mullen, Brendan (1949–2009), britischer Nachtklubbesitzer, Musikpromoter und Autor
- Mullen, Brian (* 1962), US-amerikanischer Eishockeyspieler und -funktionär
- Mullen, Cary (* 1969), kanadischer Skirennläufer
- Mullen, Daniel (* 1989), australischer Fußballspieler
- Mullen, Danny (* 1995), schottischer Fußballspieler
- Mullen, Eoin (* 1993), irischer Bahnradsportler
- Mullen, George (* 1974), Kunsthistoriker, Galerist und Auktionator
- Mullen, Harryette (* 1953), US-amerikanische Dichterin, Schriftstellerin und Literaturwissenschaftlerin
- Mullen, Jim (* 1940), US-amerikanischer Autorennfahrer
- Mullen, Jim (* 1945), schottischer Jazzmusiker
- Mullen, Jimmy (1923–1987), englischer Fußballspieler
- Mullen, Joe (* 1957), US-amerikanischer Eishockeyspieler und -trainer
- Mullen, John P. (* 1955), australischer Manager, Mitglied des Vorstands der Deutschen Post
- Müllen, Klaus (* 1947), deutscher Chemiker
- Mullen, Larry Jr. (* 1961), irischer Musiker und Schlagzeuger der Band U2Larry Mullen, Jr. (* 1961)

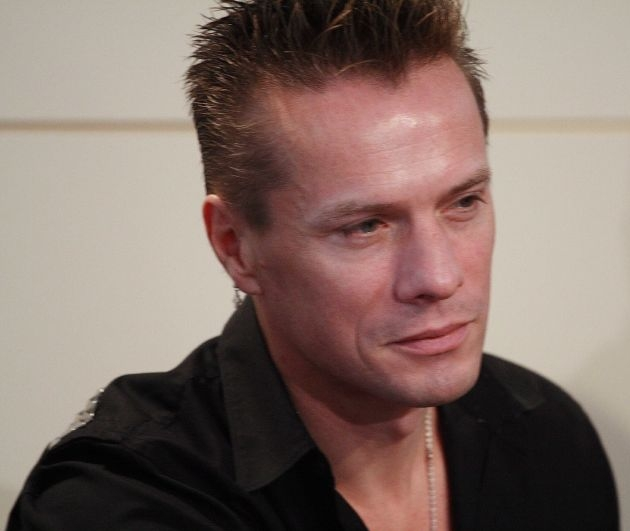
Larry Mullen, Jr. (* 1961)

- Mullen, M. David (* 1962), japanischer Kameramann
- Mullen, Matthew (* 1989), australischer Fußballspieler
- Mullen, Michael G. (* 1946), US-amerikanischer Militär, Offizier der United States Navy
- Mullen, Norda (* 1960), US-amerikanische, klassisch ausgebildete Popmusikerin
- Mullen, Patrick (* 1986), US-amerikanischer Eishockeyspieler
- Mullen, Patty (* 1966), US-amerikanische Schauspielerin und Model
- Mullen, Peg (1917–2009), US-amerikanische Schriftstellerin
- Mullen, Rodney (* 1966), US-amerikanischer SkateboardfahrerRodney Mullen (* 1966)

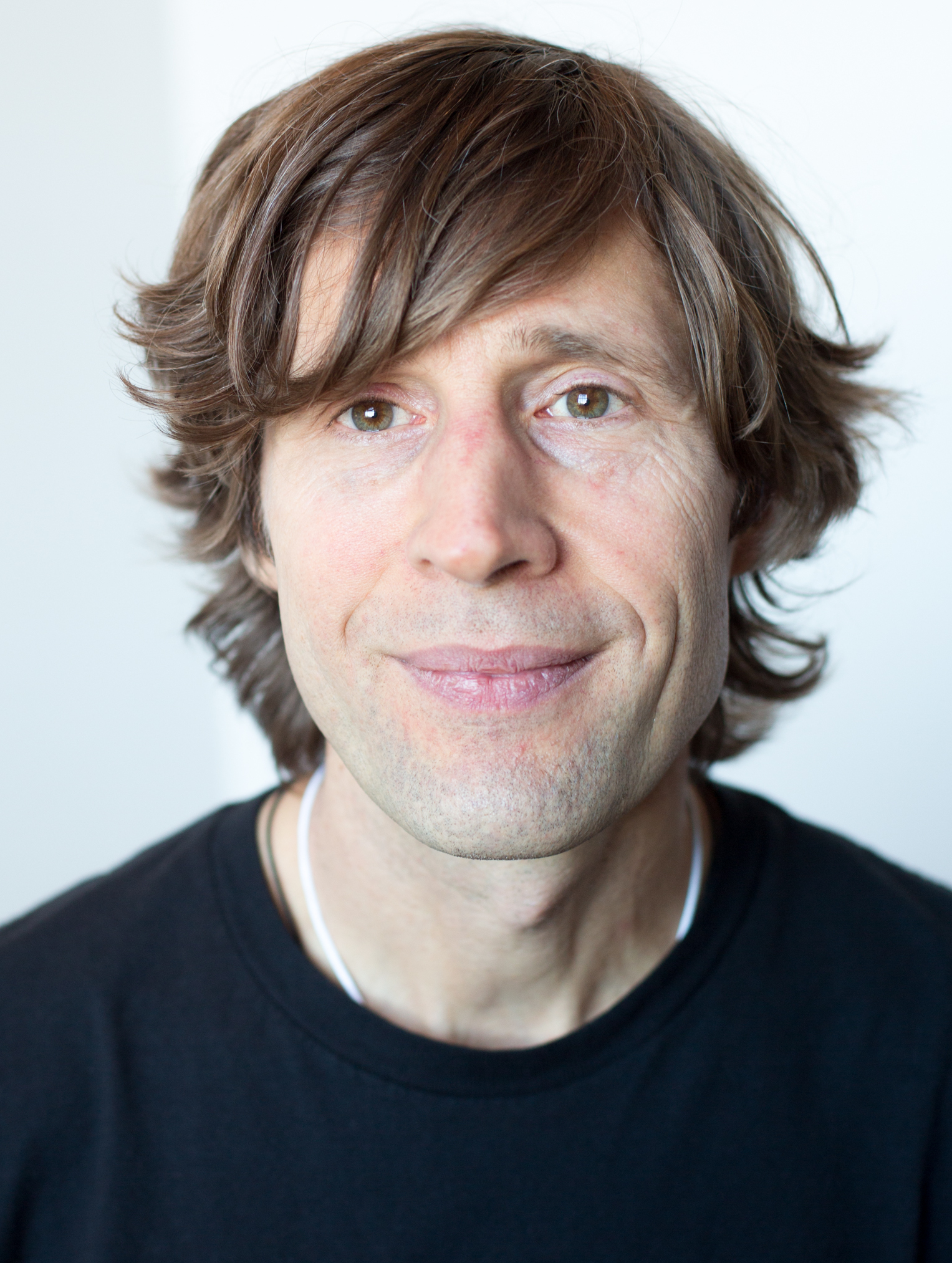
Rodney Mullen (* 1966)

- Mullen, Ryan (* 1994), irischer Radrennfahrer
- Mullen, Scotty, US-amerikanischer Drehbuchautor, Schauspieler und Casting Director
- Mullen, Thomas (* 1974), US-amerikanischer Schriftsteller und Journalist
- Mullen, Tim (* 1976), britischer Autorennfahrer
- Mullen, Tobias (1818–1900), US-amerikanischer römisch-katholischer Geistlicher
- Mullen, Trayvon (* 1997), US-amerikanischer American-Football-Spieler

### Mullenb
- Müllenbach, Alexander (* 1949), luxemburgischer Komponist, Dirigent und Pianist
- Müllenbach, Gerhard (* 1949), deutscher Kriminal- und Ministerialbeamter, Staatssekretär im Saarland
- Müllenbach, Miguel (* 1975), deutscher Wirtschaftsmanager
- Müllenberg, Peter (* 1987), niederländischer Boxer
- Müllenborn, Dieter (* 1948), deutscher Elektroingenieur, Geschäftsführer und Vorstand internationaler Organisationen
- Müllenbrock, Hans (1908–1998), preußischer Landrat
- Müllenbrock, Heinz-Joachim (1938–2025), deutscher Anglist

### Mullend
- Müllender, Bernd (* 1956), deutscher Buchautor und Journalist
- Müllendorff, Eugen (1855–1934), deutscher Ingenieur und Schriftsteller

### Mullene
- Mülleneisen, Anton (* 1891), deutscher Kameramann
- Mülleneisen, Christoph junior (1887–1948), deutscher Filmproduzent
- Mülleneisen, Christoph senior (1866–1925), deutscher Kinobetreiber und Filmproduzent
- Müllener, Fritz (1891–1985), Schweizer Handballtrainer und Turninspektor
- Mullener, Manon (* 1997), Schweizer Jazzmusikerin (Piano, Komposition)

### Mullenh
- Müllenheim, Rudolf Kasimir von (1740–1814), preußischer Generalmajor
- Müllenheim-Rechberg, Burkard Freiherr von (1910–2003), deutscher Diplomat und AutorBurkard Freiherr von Müllenheim-Rechberg (1910–2003)

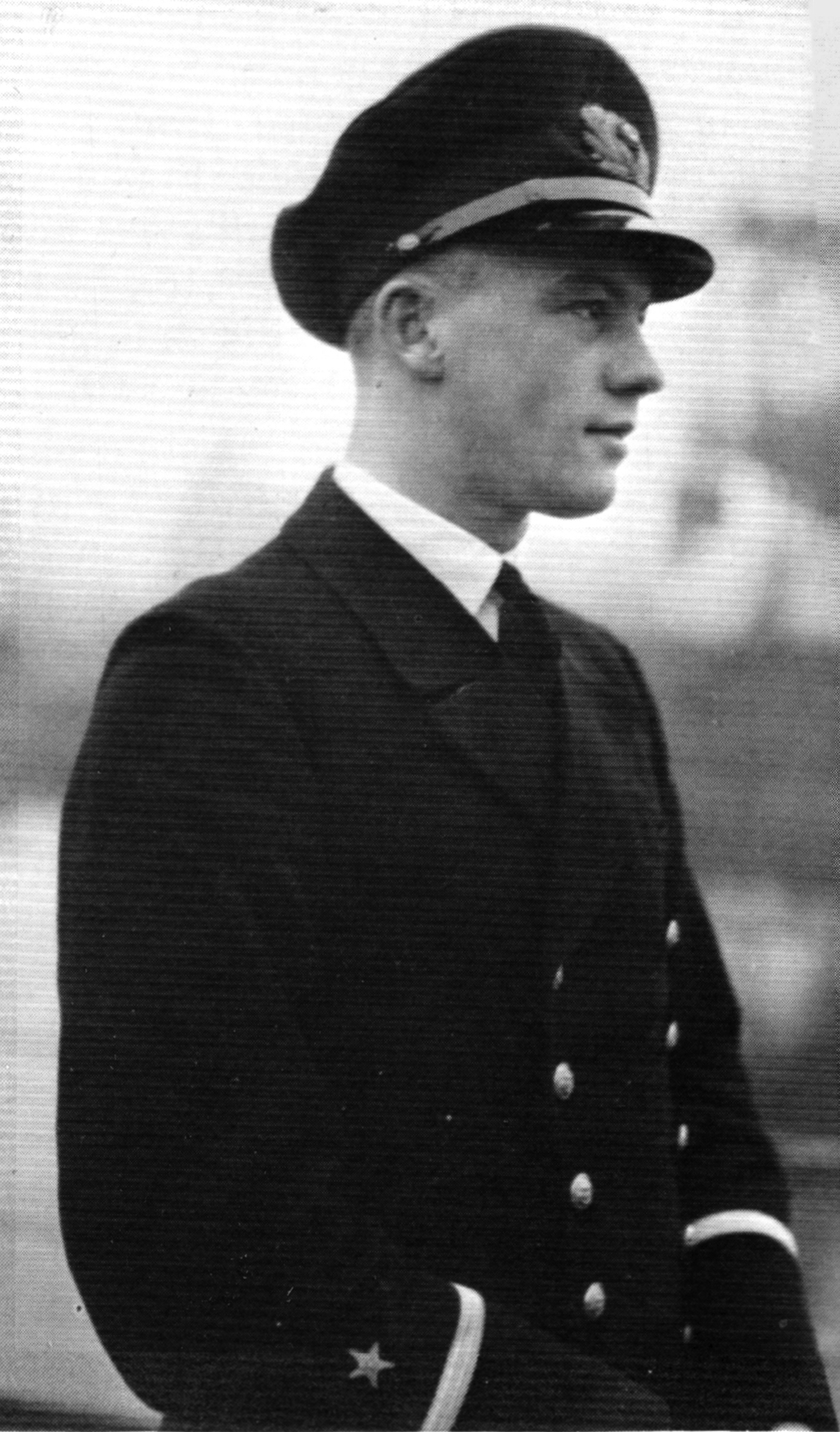
Burkard Freiherr von Müllenheim-Rechberg (1910–2003)

- Müllenheim-Rechberg, Hermann von (1845–1903), deutscher Landeshistoriker
- Müllenhoff, Emma (1871–1944), deutsche Schriftstellerin
- Müllenhoff, Karl (1818–1884), deutscher Philologe

### Mullens
- Mullens, Anthony (1936–2009), britischer Heeresoffizier, Generalleutnant
- Mullens, Byron (* 1989), britisch-US-amerikanischer Basketballspieler
- Mullens, Nick (* 1995), US-amerikanischer American-Football-Spieler
- Mullens, Peta (* 1988), australische Radsportler
- Müllensiefen, Daniel (* 1971), deutscher Musikpsychologe und Musikwissenschaftler
- Müllensiefen, Domenico (* 1987), deutscher AutorDomenico Müllensiefen (* 1987)

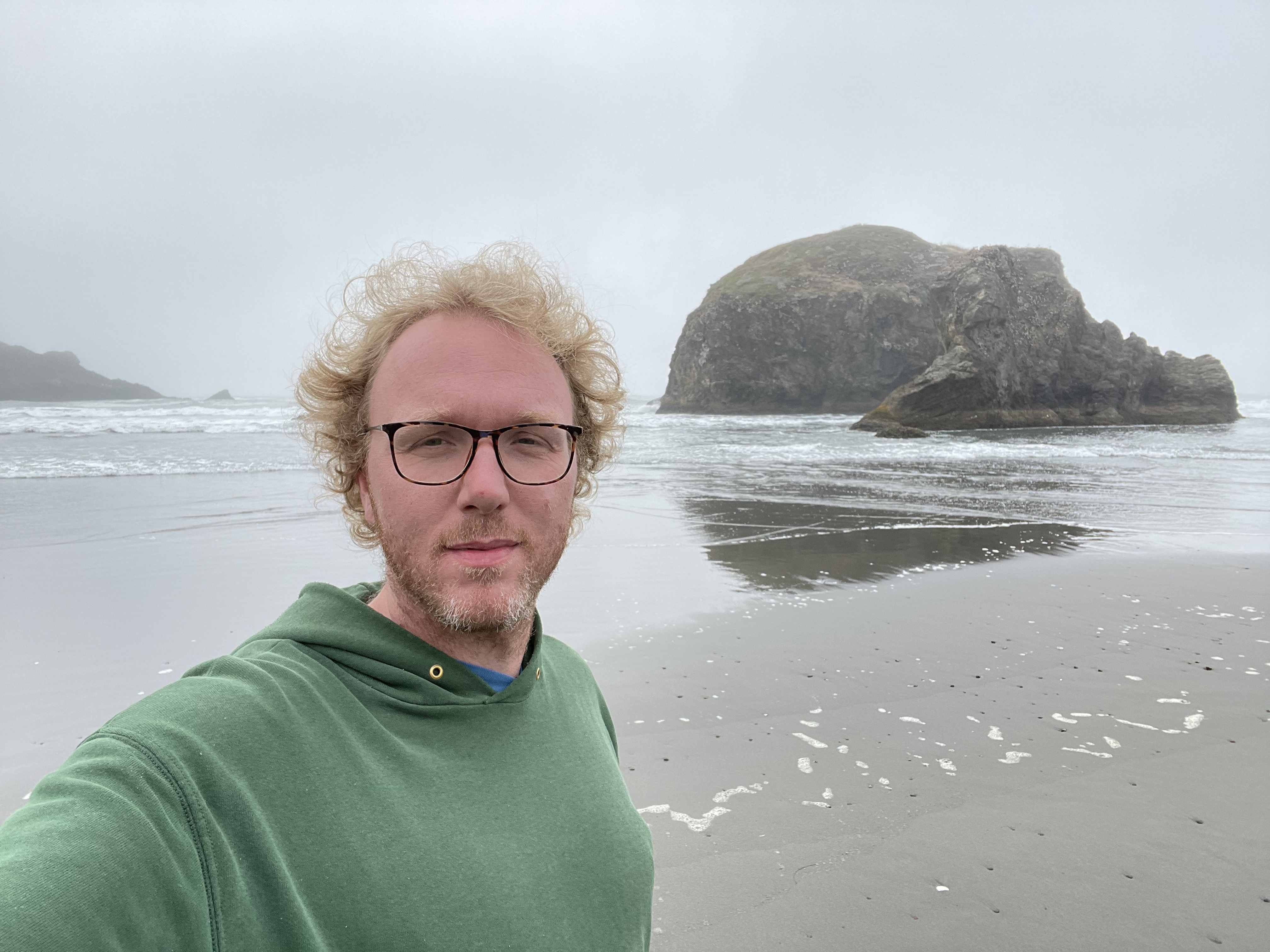
Domenico Müllensiefen (* 1987)

- Müllensiefen, Heinz (* 1902), deutscher Rechtswissenschaftler und Kartellrechtsexperte
- Müllensiefen, Hermann (1837–1897), deutscher Unternehmer und Politiker (NLP), MdR
- Müllensiefen, Julius (1811–1893), deutscher evangelisch-lutherischer Theologe, Pfarrer und Schriftsteller
- Müllensiefen, Peter Eberhard (1766–1847), deutscher Industrieller und Politiker
- Müllensiefen, Theodor (1802–1879), deutscher Industriepionier und preußischer Politiker

### Mullenw
- Mullenweg, Matthew (* 1984), US-amerikanischer Web-Entwickler